# هورست إتش بيرغر
هورست إتش بيرغر (بالألمانية: Horst H. Berger)‏ هو مهندس كهربائي وأستاذ جامعي ومهندس ألماني، ولد في 30 مارس 1933 في لغنيتسا في بولندا.